# Primavera en el Prater
Primavera en el Prater (en alemán Praterfrühling) es una de las primeras novelas del escritor austriaco Stefan Zweig, publicada en 1900, (alguna fuente indica 1899).

## Contenido
Una mujer que vive de sus amantes es trasladada en su pensamiento a los días de sus primeros amores por una experiencia con un joven estudiante, Hans. La melancolía renovará su deseo de vivir.